# AmphibiaWeb
AmphibiaWeb est une banque de données et un site web dédiés aux amphibiens. Il est créé en 2000 par l'herpétologue David Burton Wake et alimenté par des scientifiques travaillant de concert avec l'Académie des sciences de Californie, l'Université de Californie à Berkeley, l'Université de Floride et l'Université du Texas à Austin.

## Historique
Le site est lancé en 2000 par l'herpétologue David Burton Wake, ce dernier étant alarmé par la diminution rapide des différentes populations d'amphibiens à travers le monde,. Il crée ce projet à l'Université de Californie à Berkeley, où il occupe un poste de professeur émérite.

## Contenu
Le site a pour but de proposer une fiche détaillée pour chaque espèce d'amphibiens à travers le monde, sur un principe de sciences participatives. Chaque fiche d'amphibien propose des informations taxinomiques, comportementales, géographiques, anatomiques et de conservation.
En 2021, plus de 8 000 espèces sont référencées sur le site.

## Utilisation par la communauté scientifique
AmphibiaWeb est régulièrement cité dans plusieurs banques de données et publications scientifiques,.